# Hōdō Nakamura
Hōdō Nakamura (中村 法道, Nakamura Hōdō) est un homme politique japonais, né le 29 novembre 1950 à Hirado.
Il est gouverneur de la préfecture de Nagasaki de 2010 à 2022.